# 島本亮 (プロデューサー)
島本 亮（しまもと りょう）は、日本のテレビプロデューサーであり演出家。フジテレビ社員。

## 来歴
1998年にテレビ東京へ入社した後、「スペシャリスト採用」に応募して2006年にフジテレビへ入社。

## 担当番組（現在）
チーフプロデューサー
- 呼び出し先生タナカ
- この世界は1ダフル
- 坂上サンドの東北旅
  - 坂上サンドの東北行きあたりばっ旅 ～地元の実力見させてもらっちゃいますSP～（2024年3月8日）[4][5][6]
  - 坂上サンドの東北旅 2025～地元民が誇りたい“会津スポット”ベスト10～（2025年3月14日）[7][8][9]
- 世界で一番怖い答え

## 担当番組（過去）
チーフプロデューサー
- 〜有名人の子供の今 調査バラエティ〜 あの親にしてどんな子あり!?（2018年12月31日）[10]
- 知ってる時間 知らない時間（2020年12月31日）[11] 兼・総合演出
- 水曜NEXT! 驚学!私のまったく知らない世界 〜有名人が有名人を密撮〜（2021年10月27日・11月3日）
- 開店!有名人デパート（2022年3月24日）[12]
- 水曜NEXT! 笑DX（2022年6月8日・15日）[13]
- 名曲!ジェネチェンFES ―世代を入れ替えてヒットソングを歌いまくれ!―（2022年12月29日）[14]
- 土曜プレミアム ものまね師弟バトル MANE-1（2023年1月21日）[15][16]
- ニッポン全国!あなたの知らない勢力図（2023年3月5日）[17]
- 土曜プレミアム 名曲!ジェネチェンFES（2023年3月18日）[18]
- ディープファミリー（2024年4月20日）[19]
- 土曜NEXT! マネー・ザ・ギャザリング（2024年6月29日）[20]
- バカリズムのバカ動画（2025年1月1日）[21]
- 私のバカせまい史[2][3]

プロデューサー
- FNS番組対抗オールスター春秋の祭典
- ニッポンよ!セカイを倒せ! フジヤマ 〜日本のNo.1vs世界のNo.1〜（2018年1月1日、2019年1月1日）
- ぽかぽか
- アゲジェネ!（2024年1月1日）[22][23]

演出 → チーフプロデューサー
- 関ジャニ∞クロニクルF

監修
- TOKIOカケル

企画・プロデュース
- うっぷん白書＜DO!深夜＞（2013年3月9日）
- 梅沢富美男のズバッと聞きます!

協力
- 2014→2015 ツキたい人グランプリ〜ゆく年つく年〜（2014年12月31日）

総合演出 → 制作統括
- バイキング[2][3]

総合演出
- 最強一休王決定戦 THE TONCHI（2012年7月15日）
- 世界すごろく（2013年6月29日）
- 話題になりそうな夜（2014年10月10日）[24]
- あなたの知るかもしれない世界 第6弾（2015年2月17日）
- 坂上忍のホンネJAPANが行く!!香港&マカオ（2015年6月16日）[25]
- 今田耕司のGapWalker（2015年12月23日）[26]
- クイズ!オトナvsこども（2017年8月5日）
- 直撃!シンソウ坂上[2][3]
- サンドの日本一めんどくさ〜い料理店

演出
- アノ人たちの作り方 〜なぜこうなった!?ファクトリー〜
- クイズ・ソモサン・セッパ![2][3]
- フジバラナイト SAT 絆で見抜け!覆面パートナー（2021年7月3日）[27] 兼・プロデュース
- 坂上どうぶつ王国 Presents クイズ!年の差だよね（2023年11月10日）

チーフディレクター
- トータル・ブラックアウト（2010年10月30日）[28]

ディレクター
- ネプリーグ[2][3]
- フジ算 「クセになる痛みシュラン」
- 新春 鶴瓶大新年会
- 新春!爆笑ヒットパレード
- フジテレビ50ッスth!（2009年2月27日 - 3月1日）
- FNS27時間テレビ!! みんな笑顔のひょうきん夢列島!!
- FNSの日26時間テレビ2009 超笑顔パレード 爆笑!お台場合宿!!
- FNSの日26時間テレビ2010 超笑顔パレード 絆 爆笑!お台場合宿!!
- FNS27時間テレビ めちゃ²デジッてるッ! 笑顔になれなきゃテレビじゃないじゃ〜ん!!
- FNS27時間テレビ 笑っていいとも! 真夏の超団結特大号!! 徹夜でがんばっちゃってもいいかな?
- FNS27時間テレビフェスティバル!
- FNS27時間テレビ 鬼笑い祭

### テレビ東京
プロデューサー
- お笑い処方箋

演出・プロデューサー
- クエス・ファイブ

演出
- 月曜エンタぁテイメント

ディレクター
- 徳光和夫の情報スピリッツ
- MelodiX!
- ハロー!モーニング。
- Ya-Ya-yah

演出補
- TVチャンピオン

## 関連人物
- 小仲正重 - フジテレビの先輩プロデューサーで『ネプリーグ』の他、『バイキング』以降、多くの番組でタッグを組んだ。
- 坂上忍 - 『バイキング』以降、坂上MCの多くの番組を担当してきた。